# Benved
Benved (Euonymus) er en planteslægt af løvfældende buske, der er udbredt med ca. 175 arter i Pakistan, Indien, Kina, Japan, Malayasia, Europa og Nordamerika. Alle har modsatte, hele blade. Blomsterne er grønne og 4-tallige. Frugterne er skarpt farvede kapsler, der åbner sig ved modenhed sent på efteråret.
| Beskrevne arter |

- Vingebenved (Euonymus alatus)
- Almindelig benved (Euonymus europaeus)
- Krybende benved (Euonymus fortunei)
- Euonymus hederaceus: se krybende benved
- Dværgbenved (Euonymus nanus)
- Sachalinbenved (Euonymus sachalinensis)
- Hvid benved (Euonymus sieboldianus)
- Vortebenved (Euonymus verrucosus)

| Andre arter |

| - Euonymus acanthocarpus - Euonymus americanus - Euonymus atropurpureus - Euonymus bullatus - Euonymus dielsianus - Euonymus echinatus - Euonymus fimbriatus - Euonymus frigidus - Euonymus giraldii - Euonymus grandiflorus - Euonymus hamiltonianus - Euonymus japonicus - Euonymus javanicus - Euonymus kwangtungensis - Euonymus latifolius - Euonymus laxiflorus - Euonymus macropterus - Euonymus maximowiczianus - Euonymus melananthus | - Euonymus nanoides - Euonymus nitidus - Euonymus oblongifolius - Euonymus obovatus - Euonymus occidentalis - Euonymus oxyphyllus - Euonymus pallidifolius - Euonymus pauciflorus - Euonymus pendulus - Euonymus phellomanus - Euonymus planipes - Euonymus porphyreus - Euonymus przewalskii - Euonymus sanguineus - Euonymus schensianus - Euonymus semenovii - Euonymus theifolius - Euonymus velutinus - Euonymus wilsonii |

## Note
1. ↑  GRIN: Species Records of Euonymus Arkiveret 4. november 2004 hos  Wayback Machine - autoritativ oversigt fra USAs landbrugsministeriums afdeling, "Germplasm Resources Information Network" på (engelsk)